# Manoletina

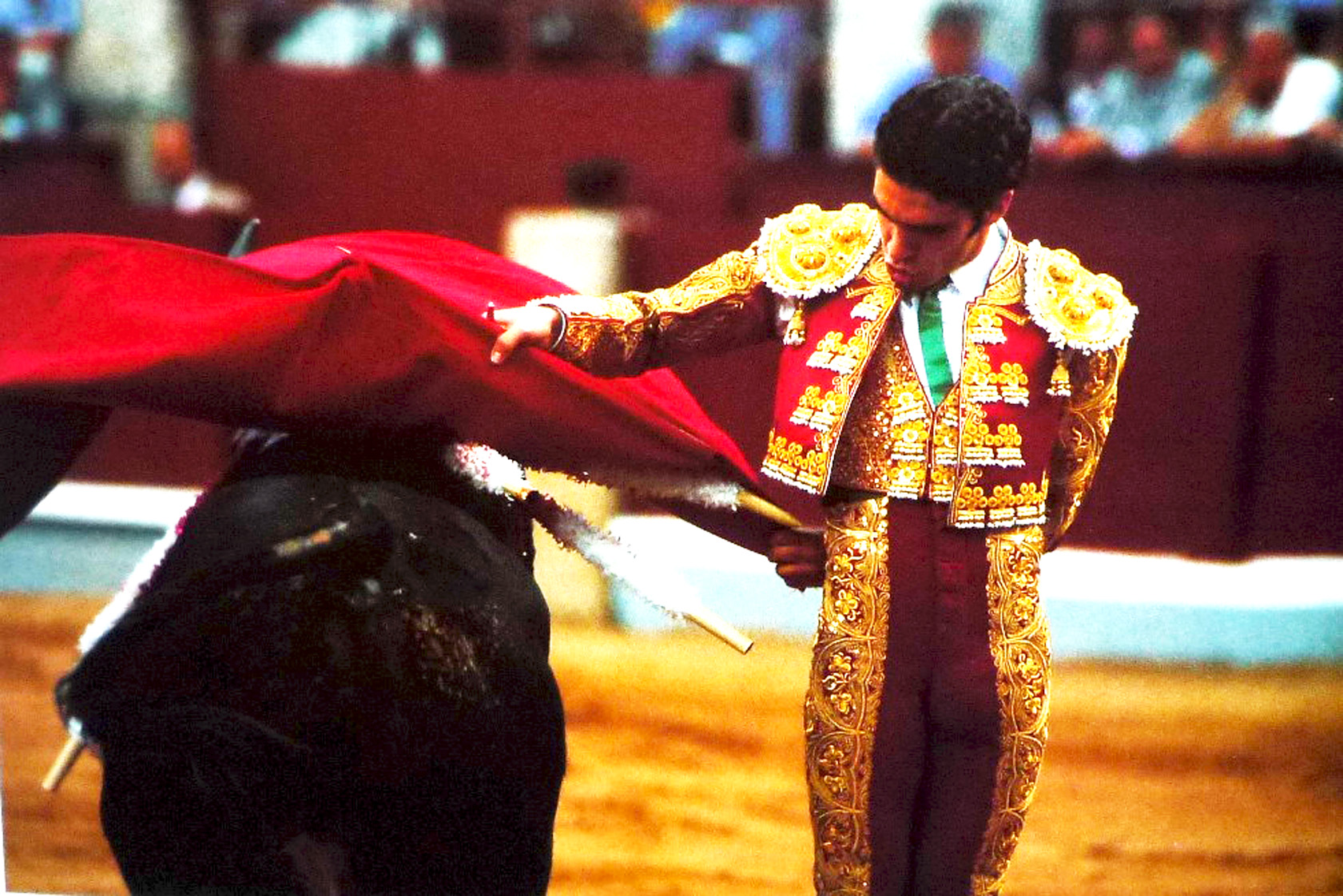
José Tomás ejecutando una manoletina.

En el ámbito de la tauromaquia, la manoletina es un pase de muleta que se efectúa de frente y sujetando la muleta por detrás de la espalda. Su invención, a pesar de su nombre, fue obra del torero cómico Rafael Dutrús Zamora «Llapisera». Dutrús Zamora la usó en su repertorio, es decir, en sus espectáculos cómicos. Por eso, en las plazas, cuando un torero ponía en práctica la manoletina era inicialmente aborrecida por el público, a pesar de tener aceptación en distintas épocas. En los años 1940, por ejemplo, la popularizó Manolete (razón por la que se la acabó por llamar «manoletina») y se siguió poniendo en práctica tras su muerte por parte de toreros como Agustín Parra Dueñas «Parrita» y Paquito Muñoz.